# Show Boat (1936)
Show Boat aus dem Jahr 1936 ist die zweite der drei Verfilmungen des gleichnamigen Musicals von Jerome Kern und Oscar Hammerstein II. Der Roman von Edna Ferber bildet die Grundlage für das Musical und die Verfilmungen. Die Hauptrollen sind besetzt mit Irene Dunne, Allan Jones und Helen Morgan. Regie führte James Whale.

## Handlung
Gegen Ende des 19. Jahrhunderts betreibt Cap’n Andy Hawks den Musikdampfer „Cotton Blossom“, mit dem er auf den Mississippi River fährt. Seine Tochter Magnolia Hawks, eine begabte Sängerin, die allerdings nach Wunsch ihrer strengen Mutter Parthy nicht öffentlich auftreten soll, trifft bei der Gelegenheit den charmanten Glücksspieler Gaylord Ravenal. Beide verlieben sich ineinander. Während der Proben für die Show wird Julie LaVerne, der offizielle Star der Truppe und die beste Freundin Magnolias, von den örtlichen Behörden der Stadt verwiesen. Sie und ihr Ehemann Steve, der männliche Hauptdarsteller, seien nicht legal verheiratet. Julie hat eine Mutter afroamerikanischer Herkunft, was die Ehe entsprechend der Gesetzeslage illegitim macht. Die Bewohner der „Cotton Blossom“ halten zu Julia und Steve, aber diese müssen dennoch die Stadt verlassen. In dieser Notsituation übernehmen Magnolia und Gaylord die Hauptrollen des Theaterstückes, und ihre Romanze sowie ihre Karrieren entwickeln sich parallel in eine positive Richtung. Parthy erfährt inzwischen, dass Gaylord von einer Anklage wegen Mordes nur aufgrund angeblicher Notwehr freigesprochen worden sei, und sieht die Ehe sehr skeptisch. Mit Unterstützung ihres Vaters heiratet Magnolia trotzdem Gaylord.
Ein Jahr später wird die gemeinsame Tochter Kim geboren, doch Gaylord hat wieder angefangen, Karten zu spielen. Gaylord hat den Wunsch, die „Cotton Blossom“ zu verlassen und eigenständig für seine junge Familie zu sorgen. Magnolia verlässt schweren Herzens ihre Familie und zieht nach Chicago. In den folgenden zehn Jahren bedeutet Gaylords Spielsucht eine sehr unbeständige Finanzlage. Schließlich treibt er seine Familie ganz in den Ruin und sie müssen in ein schäbiges Appartement ziehen. Weil er sich über den sozialen Abstieg schämt und Magnolia eine Chance für einen Neuanfang geben will, verlässt Gaylord seine Familie. Ellie und Frank, ehemalige Künstler auf der Cotton Blossom, setzen sich für Magnolia ein, dass sie im „Trocadero“, einem exklusiven Nachtclub, vorsingen kann. Sie erhält das Engagement jedoch erst, nachdem Julie, der eigentliche Star, sich aus ihrem Vertrag zurückzieht. Julie, die nach der Enthüllung über ihre Abstammung von Steve verlassen wurde und aus Kummer dem Alkohol verfallen ist, verabschiedet sich unter Tränen von Magnolia.
Am Silvesterabend erscheinen Cap’n Andy und seine Frau im „Trocadero“, auf der Suche nach ihrer Tochter. Magnolia singt die traurige Ballade After the Ball und nachdem ihr Vater das Publikum um Aufmerksamkeit gebeten hat, stimmen alle mit ein. Der Abend wird ein Riesenerfolg und Magnolia steigt in der folgenden Zeit zu einem internationalen Star auf. Die Jahre vergehen und schließlich wird auch aus Kim eine vielversprechende Sängerin, die ihr Debüt am Broadway gibt. Magnolia und ihre Eltern sitzen in einer Loge und begegnen unerwartet dem sichtlich gealterten Gaylord, der sich als Türsteher im Theater hat anstellen lassen, um seiner Tochter nahe zu sein. Unter Tränen versöhnen sich die Eltern von Kim wieder.

## Hintergrund
Die Autorin Edna Ferber war neben Fannie Hurst eine der populärsten Schriftstellerinnen der 1920er in den USA. Ihre meist breit angelegten Romane schilderten in der Regel dramatische Frauenschicksale vor dem Hintergrund tiefgreifender sozialer und historischer Umbrüche und Entwicklungen. Show Boat erschien 1926 zunächst als Fortsetzungsroman und beschäftigt sich neben der verwickelten Liebesgeschichte der Heldin mit gesellschaftlichen Themen wie den Beziehungen unter verschiedenen Ethnien, Diskriminierung von Afroamerikanern und den Veränderungen im Showbusiness vom Mississippidampfer bis hin zur opulenten Broadwayshow im Stile eines Florenz Ziegfeld. 1927 verarbeitete Ferber den Stoff in ein Musical mit Musik von Jerome Kern und Oscar Hammerstein II. Der durchschlagende Erfolg führte zu zahllosen Tourneeaufführungen quer durch die USA. 1929 verfilmte Universal Pictures den Stoff zum ersten Mal mit Laura La Plante und Joseph Schildkraut in den Hauptrollen.
Die Version von 1936 wurde zu einer ausgesprochenen Prestigeproduktion für das Studio. Alle wichtigen Rollen wurde mit Schauspielern besetzt, die wenigstens einmal in einer Aufführung des Stücks mitgewirkt hatten. Irene Dunne, die für ihre Rolle der Magnolia eine Gage von 94.444 US-Dollar erhielt, war in einer der zahlreichen Tourneeveranstaltungen aufgetreten. Helen Morgan und Charles Winninger hatten sogar in der Originalshow mitgewirkt. Nachdem Irene Dunne zunächst als lang leidende Heldin tränenreicher Melodramen wie Back Street und Magnificent Obsession auftrat, hatte sie seit Stingaree zunehmend auch Gelegenheit, ihre Gesangsleistungen unter Beweis zu stellen. Am Ende war sie allerdings nicht völlig mit ihrer Darstellung in Show Boat zufrieden. In einem Interview mit John Kobal einige Jahrzehnte später meinte sie:

„James Whale war nicht der richtige Regisseur. Er war mehr an Atmosphäre und Beleuchtung interessiert und wusste so wenig über dieses Leben. Ich könnte das jetzt alles schlechtmachen, aber dafür gibt es keinen Grund. Wir hatten soviele Mitwirkende vom [Broadwaymusical], man konnte einfach nur das Allerbeste erwarten. Ich habe die Sache auch erst im Nachhinein erkannt.“

Für die damalige Zeit wurde das heikle Thema von Rassendiskriminierung offensiv und mit eindeutiger Sympathie für die unterdrückten Afroamerikaner auf die Leinwand gebracht. Zwischen Magnolia und Julie besteht eine tiefe Freundschaft und auch die übrigen Mitglieder der Familie Hawks machen keinerlei Aufhebens um Julies Abstammung. Auch die afroamerikanischen Beschäftigten, allen voran Joe und seine Frau, werden stets mit Respekt und Achtung behandelt. Angesichts der strengen Zensurvorschriften des Production Code, der jede sexuelle Beziehung zwischen Angehörigen verschiedener Ethnien verbot, musste Universal eine Sondergenehmigung einholen, um die Ehe zwischen Julie und Steve überhaupt adäquat schildern zu können.
Trotzdem wurden die Ethnien nicht als gleichberechtigt dargestellt und Irene Dunne tritt während des Songs „Gallivantin’ Around“ sogar als Blackface auf, mithin zur Afroamerikanerin zurechtgemacht. Solche Auftritte wurden damals allerdings von der weißen Bevölkerung nicht als anstößig betrachtet, sondern waren Bestandteil einer jahrzehntelangen Tradition im Vaudeville (siehe Minstrel Shows). Besonders Al Jolson war bekannt für seine Blackface-Auftritte. In dem Film Wonder Bar gibt es beispielsweise die gut fünfminütige Revueszene „Goin’ to Heaven on a Mule“ mit Jolson als Afroamerikaner sowie zwei Dutzend afroamerikanischen Kinderdarstellern, die als Engel zurechtgemacht wurden. Jolson benutzt in der Nummer sogar einen bestimmten Slang, der angeblich von Afroamerikanern benutzt wurde.
Die Vorbereitungen für die Dreharbeiten begannen bereits Ende 1934 mit Frank Borzage als Regisseur und Irene Dunne und Russ Columbo in den Hauptrollen. Im Dezember 1935 begannen dann die Dreharbeiten, allerdings ohne männlichen Hauptdarsteller und mit James Whale als verantwortlichem Regisseur. Zunächst hatte das Studio gehofft, Nelson Eddy von Metro-Goldwyn-Mayer ausleihen zu können und spielte dann mit dem Gedanken, den eigenen Vertragsschauspieler John Boles einzusetzen. Schließlich fiel die Wahl auf Allan Jones, der kurz zuvor die Dreharbeiten zu Skandal in der Oper an der Seite der Marx Brothers abgeschlossen hatte. Kurzfristig war auch W. C. Fields als Cap’n Andy im Gespräch.
Der erhoffte finanzielle Erfolg blieb aus. Die hohen Produktionskosten von 1.194.943 US-Dollar führten dazu, dass am Ende ein Verlust von 300.000 US-Dollar stand.
1951 drehte MGM unter der Regie von George Sidney ein erneutes Remake mit Kathryn Grayson, Ava Gardner, Howard Keel und Joe E. Brown, das in Deutschland unter dem Titel Mississippi-Melodie ins Kino kam.

## Gesangsnummern
In der Filmfassung wurden einige Gesangsnummern aus dem Originalmusical komplett herausgenommen, so „Life Upon the Wicked Stage“. Die Ballade „Why Do I Love You?“ fand lediglich Verwendung als Hintergrundmusik. Neu für den Film komponiert wurden „I Have the Room Above Her“, „Gallivantin’ Around“ und „Ah Still Suits Me“.
Die Reihenfolge der Nummern ist jetzt:
- Cotton Blossom – Chor
- Where’s the Mate for Me – Allan Jones
- Make Believe – Allan Jones und Irene Dunne
- Ol’ Man River – Paul Robeson
- Can’t Help Lovin’ Dat Man – Helen Morgan, Hattie McDaniel, Paul Robeson und Irene Dunne*
- I Have the Room Above Her – Allan Jones und Irene Dunne
- Gallivantin’ Around – Irene Dunne
- You Are Love – Allan Jones, Irene Dunne
- Ah Still Suits Me – Paul Robeson und Hattie McDaniel
- Make Believe – Allan Jones
- Bill – Helen Morgan
- Can’t Help Lovin’ Dat Man – Irene Dunne
- Goodbye, Ma Lady Love – Sammy White und Queenie Smith
- After the Ball – Irene Dunne
- You Are Love – Irene Dunne und Alan Jones
- Ol’ Man River – Paul Robeson während des Abspanns

## Kritiken
Die meisten Kritiker sahen in dem Film eine deutliche Verbesserung gegenüber der Version von 1929. In teilweise glühenden Rezensionen wurde Show Boat als bestes Filmmusical aller Zeiten gefeiert.
Die New York Times war besonders angetan.

„Universals exzellente Filmbearbeitung […] ist der erfreulichste Beweis, dass [Show Boat] nicht nur eines der besten Musicals des Jahrhunderts ist, sondern auch einer der besten Musicialfilme, die wir je gesehen haben.“

The Washington Post fand ebenfalls nur lobende Worte:

„Es war großartig, „Show Boat“ wiederzusehen, es besaß all die Wärme, die man empfindet, wenn man einen alten Freund wiedertrifft. […] Helen Morgan beweist, dass sie zum Film gehört […] und Paul Robesons Interpretation von “Ol’ Man River” ist die beste Gesangseinlage, die je auf der Leinwand zu hören war.“

Liberty, ein eher intellektuelles Magazin, erkannte scharfsinnig eine besondere Qualität bei Irene Dunne, die erst einige Monate später in Theodora wird wild voll zur Entfaltung kommen sollte: ihr Talent für Komödie.

„Die angenehmste Überraschung des Films ist der Star, Irene Dunne. Sie erfasst jede Nuance der Rolle, die ein ganzes Leben umfasst und bringt die Wärme und Intelligenz in die Darstellung, die wir von ihr kennen. Aber man ist kaum vorbereitet auf ihr gutes Flair für leichte Komödie – eine Begabung, die sie bis heute vor der Kamera verborgen hielt.“

Neuerer Rezensionen sind ebenfalls positiv. Dennis Schwartz schrieb etwa, der Film offeriere „eine gute Mischung aus Musik und Melodram, großartige Darstellungen, eine Abschwächung der rassistischen Stereotypen der Vorlage (zumindest für die damalige Zeit) und eine intelligente wie stilvolle Produktion“. Keith Phillips vom Magazin The Dissolve meint, Whale inszeniere den Film mit „Atmosphäre und in Erinnerung bleibenden Bildern“, es sei eine genuin filmische Umsetzung, nicht nur „die Aufnahme einer Bühnenproduktion“. Das „starke Ursprungsmaterial“ schade dem Film dennoch keineswegs, auch die Darstellungen seien durchweg solide, insbesondere Charles Winninger verkörpere als Andy den „Geist seines Showboates“. Der Film begleite den Wandel der amerikanischen Unterhaltungsindustrie und die Höhen und Tiefen der Figuren, wie bereits in der Musicalvorlage sei auch im Film der erste Akt in den Südstaaten etwas „fesselnder“ als der zweite Akt, dennoch bleibe der Film bis zum Schluss „ambitioniert“ und biete in der zweiten Hälfte eine „herzzerbrechende“ Interpretation des Liedes Bill durch Helen Morgan.
Gary Giddins schrieb 2020 in seinem Essay Rollin’ on the River, dass keine spätere Interpretationen von Show Boat „die rasche, aber dramatisch kompakte und größtenteils zufriedenstellende Auflösung“ von Whales Film noch habe „verbessern“ können. Die Gesangseinlagen von Robeson und Morgan, sowie die gelungene filmische Inszenierung dieser durch Whale, würden zu den Highlights des Filmes zählen. Der Film sei „einzigartig“ und biete viele Qualitäten und schöne Darstellungen, so sei Helen Westleys Darstellung der Mutter Parthy dem Archetypus der eisernen, aber weitsichtigen Matriarchin aus Edna Ferbers Roman am nächsten gekommen. In seiner Darstellung von Afroamerikanern sei das 1936er-Show Boat fortschrittlicher als die 15 Jahre später entstandene MGM-Version gewesen. Es sei eine „Freude“, die „ausgezeichneten Darsteller Robeson und McDaniel“ dabei zu beobachten, wie sie das „Typecasting durch Zusammenspiel, Augenkontakt und Zuneigung unterminieren“ würden.

## Auszeichnungen
Auf den Filmfestspielen von Venedig 1937 wurde James Whale als Bester Regisseur nominiert.
1996 wurde Show Boat ins National Film Registry aufgenommen.

## Originalzitate
1. ↑  James Whale wasn’t the right director. He was more interested in atmosphere and lighting and he knew so little about that life. I could have put my foot down about it but there would have been no reason to do so because we had so many of the original people that you could only expect the best. I knew the whole thing backwards.
2. ↑  Universal’s excellent screen transcription […] is the pleasantest kind of proof that [Show Boat] was not merely one of the best musical shows of the century but that it contained the gossamer stuff for one of the finest musical films we have seen.
3. ↑  It was grand seeing “Show Boat” again, it had all the warmth of meeting an old friend […] Helen Morgan proves definitely that she should be in pictures [….] and Paul Robeson's rendition of "Old Man River" is the greatest singing ever heard on the screen.
4. ↑  The most gratifying surprise of the picture is its star, Irene Dunne. Catching every shade in a role that spans a lifetime, she imbues the part with her usual warm intelligence. But one is hardly prepared for her gay comedy flair — a flair she has kept, up to now, hidden from the screen.
5. ↑  Show Boat (1936) bei Rotten Tomatoes. Abgerufen am 15. Januar 2021 (englisch).
6. ↑  Show Boat – Dennis Schwartz Reviews. Abgerufen am 15. Januar 2021 (amerikanisches Englisch).
7. ↑  Show Boat. Abgerufen am 15. Januar 2021.
8. ↑  Gary Giddins: Show Boat: Rollin’ on the River. Abgerufen am 15. Januar 2021 (englisch).